# Giro d’Italia 2025/14. Etappe
Die 14. Etappe des Giro d’Italia 2025 fand am 24. Mai 2025 statt. Sie führte die 108. Austragung des italienischen Etappenrennens ins benachbarte Slowenien, wo eine Zielankunft in Nova Gorica stattfand. Gestartet wurde der 195 Kilometer lange Abschnitt in Treviso. Nach der Etappe hatten die Fahrer insgesamt 2208,3 Kilometer zurückgelegt, was 64,13 % der Gesamtdistanz entspricht. Die Organisatoren der Rundfahrt bewerteten die Schwierigkeit der Etappe mit drei von fünf Sternen.
Den Tagessieg sicherte sich der Däne Kasper Asgreen (EF Education-EasyPost), der sich als Solist mit einem Vorsprung von 16 Sekunden vor den ersten Verfolgern ins Ziel rettete. Dahinter führten Kaden Groves (Alpecin-Deceuninck) und Olav Kooij (Team Visma-Lease a Bike) die erste Gruppe über den Zielstrich. Isaac Del Toro (UAE Team Emirates-XRG) baute seinen Vorsprung in der Gesamtwertung weiter aus, wobei er von den Stürzen seiner Kontrahenten profitierte.

## Streckenverlauf
Der neutralisierte Start erfolgte in Treviso auf der Viale Bartolomeo Burchiellati unweit der Porta San Tomaso. Die ersten Kilometer führten auf der Borgo Cavalli in die Altstadt, ehe es über den Piazza dei Signori und vorbei am Dom von Treviso zur Porta Frà Giocondo ging. Hier verließen die Fahrer das Zentrum. Im Anschluss ging es auf der Viale Luigi Luzzatti und Viale della Repubblica in Richtung Norden. Nach 5,5 Kilometern wurde das Rennen neben dem Ippodromo Sant’Artemio freigegeben.
Nach dem offiziellen Start führte die Strecke auf flachen Straßen in Richtung Osten, wobei Maserada sul Piave, Ponte di Piave, Oderzo, Motta di Livenza, Annone Veneto und Portogruaro durchfahren wurden. Nach 76,5 Kilometern erfolgte in Morsano al Tagliamento der erste Zwischensprint. Auf der weiteren Fahrt Richtung Osten ging es über Rivignano nach Talmassons, wo bei Kilometer 100,8 der zweite Zwischensprint erfolgte. Weiters führte die Strecke über Castions di Strada, Gonars, Palmanova und Trivignano Udinese nach Manzano. Hier erfolgte nach 132,8 Kilometern der Red Bull-Kilometer. Kurz nach Cormòns wurde wenig später die slowenische Landesgrenze überquert. In Dobrovo begann die Straße schließlich anzusteigen und es ging Gonjače (298 m), wo 37,9 Kilometer vor dem Ziel eine Bergwertung der 4. Kategorie ausgefahren wurde. Die Abfahrt erfolgte im Anschluss auf der 402, die kurzzeitig zurück nach Italien führte, ehe es über Solkan zum abschließenden Rundkurs von Nova Gorica ging.
Der finale Rundkurs führte durch Italien und Slowenien, wobei Gorizia und Nova Gorica durchfahren wurden. Er war 13,8 Kilometer lang und wurde nur eineinhalb Mal absolviert. 26,4 Kilometer vor dem Ziel erfolgte auf der Via Italico Brass die Einfahrt auf den Rundkurs. Über die Via IX Agosto ging es im Anschluss zur Via Bartolomeo Alviano, die unweit des Castello di Gorizia verlief. Auf dieser querten die Fahrer kurz darauf die Landesgrenze, ehe der Anstieg von Saver (158 m) auf dem Programm stand, der auf einer Länge von 750 Metern eine durchschnittliche Steigung von 7,7 % aufwies. Die Auffahrt erfolgte dabei über die Kostanjeviška Cesta. Auf der Kuppe wurde 21,4 bzw. 7,6 Kilometer vor dem Ziel eine Bergwertung der 4. Kategorie abgenommen. Nach der anschließenden Abfahrt erreichten die Fahrer auf der Ulica Dr. Karla Lavriča die 5-Kilometer-Marke, ehe eine kleine Schleife auf die Vojkova Cesta führte. Der Zielstrich befand sich schlussendlich am Ende einer 1000 Meter langen Geraden auf der Kolodvorska Pot.
|                            | Ort                                     | Kilometer | Länge (km) | Höhe (m) | Ø Steigung | max. Steigung |
| -------------------------- | --------------------------------------- | --------- | ---------- | -------- | ---------- | ------------- |
| neutralisierter Start      | Treviso (Viale Bartolomeo Burchiellati) | −5,5      |            |          |            |               |
| offizieller Start          | Treviso (Viale della Repubblica)        | 0         |            |          |            |               |
| Zwischensprint             | Morsano al Tagliamento                  | 76,5      |            |          |            |               |
| Zwischensprint             | Talmassons                              | 100,8     |            |          |            |               |
| Red Bull-Kilometer         | Manzano                                 | 132,8     |            |          |            |               |
| Bergwertung (4. Kategorie) | Gonjače                                 | 157,1     | 3,7        | 298      | 4,5 %      | unbekannt     |
| Bergwertung (4. Kategorie) | Saver                                   | 173,6     | 0,7        | 158      | 7,7 %      | unbekannt     |
| Zieldurchfahrt             | Nova Gorica                             | 181,1     |            |          |            |               |
| Bergwertung (4. Kategorie) | Saver                                   | 187,4     | 0,7        | 158      | 7,7 %      | unbekannt     |
| Ziel                       | Nova Gorica                             | 195       |            |          |            |               |

## Rennverlauf
Mit Brandon Rivera (Ineos Grenadiers) ging ein Fahrer nicht an den Start der 14. Etappe. Nachdem das Rennen freigegeben worden war, bildete sich nach 20 Kilometern eine fünf Fahrer umfassende Ausreißergruppe, in der Louis Meintjes (Intermarché-Wanty), Martin Marcellusi (VF Group-Bardiani CSF-Faizanè), Mirco Maestri (Polti VisitMalta), Kasper Asgreen (EF Education-EasyPost) und Clément Davy (Groupama-FDJ) vertreten waren. Louis Meintjes ließ sich jedoch 155 Kilometer vor dem Ziel wieder einholen, während die Ausreißer einen maximalen Vorsprung von nur zwei Minuten herausfahren konnten.
Beim ersten Zwischensprint in Morsano al Tagliamento setzte sich Mirco Maestri vor Clément Davy, Kasper Asgreen und Martin Marcellusi durch, ehe sich Dries De Bondt (Decathlon AG2R La Mondiale) den verbliebenen Punkt im Hauptfeld vor Mads Pedersen (Lidl-Trek) sicherte. Beim zweiten Zwischensprint in Talmassons holte Martin Marcellusi die meisten Punkte, gefolgt von Mirco Maestri, Kasper Asgreen, Clément Davy und Mads Pedersen. Im Anschluss führte Martin Marcellusi vor Mirco Maestri und Kasper Asgreen über den Red Bull-Kilometer, womit keine Bonussekunden für die Fahrer im Hauptfeld verblieben. Auf dem ersten kategorisierten Anstieg von Gonjače wurde Clément Davy von den Ausreißern distanziert, ehe sich Kasper Asgreen vor Mirco Maestri und Martin Marcellusi die meisten Punkte im Kampf um die Bergwertung sicherte. Das Führungstrio überquerte auch die erste Auffahrt von Saver in derselben Reihenfolge, wobei der Vorsprung gegenüber dem Peloton rund 20 Kilometer vor dem Ziel auf weniger als eine Minute geschrumpft war.
23 Kilometer vor dem Ziel kam es bei einer Engstelle zu einem Sturz im Hauptfeld, in den auch Isaac Del Toro (UAE Team Emirates-XRG), Primož Roglič (Red Bull-Bora-hansgrohe), Giulio Ciccone (Lidl-Trek) und Egan Bernal (Ineos Grenadiers) involviert waren. Weitere Fahrer wurden durch den Sturz aufgehalten, wodurch das Hauptfeld in mehrere Gruppen zerfiel. In der ersten Auffahrt von Saver konnte der gesamtführende Isaac Del Toro die Lücke zu der ersten größeren Gruppe schließen, während sich Juan Ayuso (UAE Team Emirates-XRG), Primož Roglič, Egan Bernal und Thymen Arensman (beide Ineos Grenadiers) in einer abgehängten Gruppe befanden, die bei der ersten Zieldurchfahrt bereits 40 Sekunden zurücklag. Noch weiter dahinter folgte Antonio Tiberi (Bahrain Victorious) mit einem Rückstand von eineinhalb Minuten, während Giulio Ciccone die Etappe nur noch in langsamer Fahrt beenden konnte. In der ersten größeren Gruppe um Isaac Del Toro hielt nun das Team Visma-Lease a Bike das Tempo hoch, da ihr Kapitän Simon Yates und Sprinter Olav Kooij, ebenso wie Richard Carapaz (EF Education-EasyPost) nicht von dem Sturz betroffen gewesen war.
An der Spitze des Rennens führte Kasper Asgreen auch bei der zweiten Auffahrt von Saver über die Kuppe, ehe er sich sechs Kilometer vor dem Ziel von seinen beiden Fluchtgefährten absetzte. Obwohl sein Vorsprung zu diesem Zeitpunkt nur noch wenige Sekunden betrug, rettete sich der Däne ins Ziel und gewann seine erste Giro-d’Italia-Etappe. Mit einem Rückstand von 16 Sekunden sprintete Kaden Groves (Alpecin-Deceuninck) vor Olav Kooij auf den zweiten Rang, wobei sich nur 16 Fahrer in der ersten Gruppe befanden. Die zweite Gruppe um Juan Ayuso, Primož Roglič und Egan Bernal verlor letztlich eine Minute und vier Sekunden auf den Etappensieger, ehe Antonio Tiberi und Brandon McNulty (UAE Team Emirates-XRG) das Ziel mit einem Rückstand von zwei Minuten erreichten.
In der Gesamtwertung baute Isaac Del Toro seinen Vorsprung weiter aus und lag nun bereits eine Minute und 20 Sekunden vor Simon Yates, der auf der 14. Etappe keine Zeit verlor und so auf den zweiten Gesamtrang vorrückte. Juan Ayuso rutschte auf den dritten Gesamtrang ab und lag weitere sechs Sekunden zurück. Richard Carapaz, der ebenfalls schadlos geblieben war, wies als neuer Gesamtvierter einen Rückstand von zwei Minuten und sieben Sekunden auf, während Primož Roglič nun als Gesamtfünfter bereits zwei Minuten und 23 Sekunden zurücklag. Dahinter folgten nun Derek Gee (Israel-Premier Tech) und Damiano Caruso (Bahrain Victorious) vor Antonio Tiberi, der vom dritten auf den achten Gesamtrang abrutschte. Ebenfalls in den Top 10 befanden sich nach der Etappe Egan Bernal und Thymen Arensman, wobei beide bereits mehr als dreieinhalb Minuten zurücklagen. Brandon McNulty und Giulio Ciccone wurden aus den Top 10 verdrängt, wobei letzterer mehr als 16 Minuten verlor und im Gesamtklassement weit zurückfiel. Neben seiner Führung in der Gesamtwertung blieb Isaac Del Toro mit seinen 21 Jahren auch an der Spitze der Nachwuchswertung. In der Punktewertung konnte Olav Kooij Punkte gegenüber Mads Pedersen gutmachen, da der Däne ebenfalls in den Sturz involviert war und so nicht in den Kampf um den Tagessieg eingreifen konnte. Sein Vorsprung betrug jedoch weiterhin fast 100 Punkte. In der Bergwertung kam es ebenfalls zu keinen nennenswerten Veränderungen, da Lorenzo Fortunato (XDS Astana) diese Sonderwertung weiterhin souverän anführte. Weiters blieb das UAE Team Emirates-XRG an der Spitze der Mannschaftswertung. Kasper Asgreen wurde zum aktivsten Fahrer gewählt, wobei nach der Aufgabe von Brandon Rivera alle 170 Starter das Ziel erreichten.

## Ergebnis
| \| Etappenergebnis \| Etappenergebnis \| Etappenergebnis \| Etappenergebnis \| Etappenergebnis \| \| Fahrer \| Fahrer \| Land \| Team \| Zeit \| \| --------------- \| --------------------- \| ---------------------- \| -------------------------- \| --------------- \| \| 1. \| Kasper Asgreen \| Dänemark \| EF Education-EasyPost \| 4 h 04 min 40 s \| \| 2. \| Kaden Groves \| Australien \| Alpecin-Deceuninck \| + 16 s \| \| 3. \| Olav Kooij \| Niederlande \| Team Visma \\| Lease a Bike \| + 16 s \| \| 4. \| Orluis Aular \| Venezuela \| Movistar Team \| + 16 s \| \| 5. \| Stefano Oldani \| Italien \| Cofidis \| + 16 s \| \| 6. \| Mirco Maestri \| Italien \| Team Polti VisitMalta \| + 16 s \| \| 7. \| Derek Gee \| Kanada \| Israel-Premier Tech \| + 16 s \| \| 8. \| Thomas Pidcock \| Vereinigtes Königreich \| Q36.5 Pro Cycling Team \| + 16 s \| \| 9. \| Richard Carapaz \| Ecuador \| EF Education-EasyPost \| + 16 s \| \| 10. \| Mikkel Frølich Honoré \| Dänemark \| EF Education-EasyPost \| + 16 s \| |                       |                        |                            |                 |
| |                       |                        |                            |                 |
| Quelle: ProCyclingStats |                       |                        |                            |                 |
| Etappenergebnis |                       |                        |                            |                 |
| Fahrer | Fahrer                | Land                   | Team                       | Zeit            |
| 1. | Kasper Asgreen        | Dänemark               | EF Education-EasyPost      | 4 h 04 min 40 s |
| 2. | Kaden Groves          | Australien             | Alpecin-Deceuninck         | + 16 s          |
| 3. | Olav Kooij            | Niederlande            | Team Visma \| Lease a Bike | + 16 s          |
| 4. | Orluis Aular          | Venezuela              | Movistar Team              | + 16 s          |
| 5. | Stefano Oldani        | Italien                | Cofidis                    | + 16 s          |
| 6. | Mirco Maestri         | Italien                | Team Polti VisitMalta      | + 16 s          |
| 7. | Derek Gee             | Kanada                 | Israel-Premier Tech        | + 16 s          |
| 8. | Thomas Pidcock        | Vereinigtes Königreich | Q36.5 Pro Cycling Team     | + 16 s          |
| 9. | Richard Carapaz       | Ecuador                | EF Education-EasyPost      | + 16 s          |
| 10. | Mikkel Frølich Honoré | Dänemark               | EF Education-EasyPost      | + 16 s          |

## Gesamtstände
| \| Gesamtwertung \| Gesamtwertung \| Gesamtwertung \| Gesamtwertung \| Gesamtwertung \| \| Fahrer \| Fahrer \| Land \| Team \| Zeit \| \| ------------- \| --------------- \| ---------------------- \| -------------------------- \| ---------------- \| \| 1. \| Isaac Del Toro \| Mexiko \| UAE Team Emirates XRG \| 50 h 37 min 55 s \| \| 2. \| Simon Yates \| Vereinigtes Königreich \| Team Visma \\| Lease a Bike \| + 1 min 20 s \| \| 3. \| Juan Ayuso \| Spanien \| UAE Team Emirates XRG \| + 1 min 26 s \| \| 4. \| Richard Carapaz \| Ecuador \| EF Education-EasyPost \| + 2 min 07 s \| \| 5. \| Primož Roglič \| Slowenien \| Red Bull-Bora-Hansgrohe \| + 2 min 23 s \| \| 6. \| Derek Gee \| Kanada \| Israel-Premier Tech \| + 2 min 54 s \| \| 7. \| Damiano Caruso \| Italien \| Bahrain Victorious \| + 2 min 55 s \| \| 8. \| Antonio Tiberi \| Italien \| Bahrain Victorious \| + 3 min 02 s \| \| 9. \| Egan Bernal \| Kolumbien \| Ineos Grenadiers \| + 3 min 38 s \| \| 10. \| Thymen Arensman \| Niederlande \| Ineos Grenadiers \| + 3 min 45 s \| |                 |                        |                            |                  |
| |                 |                        |                            |                  |
| Quelle: ProCyclingStats |                 |                        |                            |                  |
| Gesamtwertung |                 |                        |                            |                  |
| Fahrer | Fahrer          | Land                   | Team                       | Zeit             |
| 1. | Isaac Del Toro  | Mexiko                 | UAE Team Emirates XRG      | 50 h 37 min 55 s |
| 2. | Simon Yates     | Vereinigtes Königreich | Team Visma \| Lease a Bike | + 1 min 20 s     |
| 3. | Juan Ayuso      | Spanien                | UAE Team Emirates XRG      | + 1 min 26 s     |
| 4. | Richard Carapaz | Ecuador                | EF Education-EasyPost      | + 2 min 07 s     |
| 5. | Primož Roglič   | Slowenien              | Red Bull-Bora-Hansgrohe    | + 2 min 23 s     |
| 6. | Derek Gee       | Kanada                 | Israel-Premier Tech        | + 2 min 54 s     |
| 7. | Damiano Caruso  | Italien                | Bahrain Victorious         | + 2 min 55 s     |
| 8. | Antonio Tiberi  | Italien                | Bahrain Victorious         | + 3 min 02 s     |
| 9. | Egan Bernal     | Kolumbien              | Ineos Grenadiers           | + 3 min 38 s     |
| 10. | Thymen Arensman | Niederlande            | Ineos Grenadiers           | + 3 min 45 s     |

| Punktewertung | Punktewertung      | Punktewertung | Punktewertung              | Punktewertung |
| Fahrer        | Fahrer             | Land          | Team                       | Punkte        |
| ------------- | ------------------ | ------------- | -------------------------- | ------------- |
| 1.            | Mads Pedersen      | Dänemark      | Lidl-Trek                  | 228 P.        |
| 2.            | Olav Kooij         | Niederlande   | Team Visma \| Lease a Bike | 130 P.        |
| 3.            | Casper van Uden    | Niederlande   | Team Picnic-PostNL         | 85 P.         |
| 4.            | Isaac Del Toro     | Mexiko        | UAE Team Emirates XRG      | 80 P.         |
| 5.            | Wout van Aert      | Belgien       | Team Visma \| Lease a Bike | 78 P.         |
| 6.            | Orluis Aular       | Venezuela     | Movistar Team              | 67 P.         |
| 7.            | Alessandro Tonelli | Italien       | Team Polti VisitMalta      | 64 P.         |
| 8.            | Kaden Groves       | Australien    | Alpecin-Deceuninck         | 63 P.         |
| 9.            | Kasper Asgreen     | Dänemark      | EF Education-EasyPost      | 60 P.         |
| 10.           | Richard Carapaz    | Ecuador       | EF Education-EasyPost      | 52 P.         |

| Bergwertung | Bergwertung       | Bergwertung            | Bergwertung                   | Bergwertung |
| Fahrer      | Fahrer            | Land                   | Team                          | Punkte      |
| ----------- | ----------------- | ---------------------- | ----------------------------- | ----------- |
| 1.          | Lorenzo Fortunato | Italien                | XDS Astana Team               | 157 P.      |
| 2.          | Juan Ayuso        | Spanien                | UAE Team Emirates XRG         | 54 P.       |
| 3.          | Manuele Tarozzi   | Italien                | VF Group-Bardiani CSF-Faizanè | 50 P.       |
| 4.          | Paul Double       | Vereinigtes Königreich | Team Jayco AlUla              | 36 P.       |
| 5.          | Isaac Del Toro    | Mexiko                 | UAE Team Emirates XRG         | 31 P.       |
| 6.          | Pello Bilbao      | Spanien                | Bahrain Victorious            | 29 P.       |
| 7.          | Nairo Quintana    | Kolumbien              | Movistar Team                 | 28 P.       |
| 8.          | Sylvain Moniquet  | Belgien                | Cofidis                       | 22 P.       |
| 9.          | Lucas Plapp       | Australien             | Team Jayco AlUla              | 22 P.       |
| 10.         | Richard Carapaz   | Ecuador                | EF Education-EasyPost         | 19 P.       |

| Nachwuchswertung | Nachwuchswertung        | Nachwuchswertung       | Nachwuchswertung        | Nachwuchswertung |
| Fahrer           | Fahrer                  | Land                   | Team                    | Zeit             |
| ---------------- | ----------------------- | ---------------------- | ----------------------- | ---------------- |
| 1.               | Isaac Del Toro          | Mexiko                 | UAE Team Emirates XRG   | 50 h 37 min 55 s |
| 2.               | Juan Ayuso              | Spanien                | UAE Team Emirates XRG   | + 1 min 22 s     |
| 3.               | Antonio Tiberi          | Italien                | Bahrain Victorious      | + 3 min 02 s     |
| 4.               | Giulio Pellizzari       | Italien                | Red Bull-Bora-Hansgrohe | + 5 min 01 s     |
| 5.               | Davide Piganzoli        | Italien                | Team Polti VisitMalta   | + 5 min 11 s     |
| 6.               | Max Poole               | Vereinigtes Königreich | Team Picnic-PostNL      | + 5 min 51 s     |
| 7.               | Embret Svestad-Bårdseng | Norwegen               | Arkéa-B&B Hotels        | + 14 min 00 s    |
| 8.               | Edoardo Zambanini       | Italien                | Bahrain Victorious      | + 23 min 23 s    |
| 9.               | Marco Frigo             | Italien                | Israel-Premier Tech     | + 27 min 32 s    |
| 10.              | Martin Tjøtta           | Norwegen               | Arkéa-B&B Hotels        | + 34 min 55 s    |

| Mannschaftswertung | Mannschaftswertung         | Mannschaftswertung           | Mannschaftswertung |
| Team               | Team                       | Land                         | Zeit               |
| ------------------ | -------------------------- | ---------------------------- | ------------------ |
| 1.                 | UAE Team Emirates XRG      | Vereinigte Arabische Emirate | 151 h 53 min 12 s  |
| 2.                 | Bahrain-Victorious         | Bahrain                      | + 22 min 56 s      |
| 3.                 | Team Visma \| Lease a Bike | Niederlande                  | + 23 min 29 s      |
| 4.                 | Movistar Team              | Spanien                      | + 29 min 25 s      |
| 5.                 | XDS Astana Team            | Kasachstan                   | + 29 min 59 s      |
| 6.                 | Red Bull-BORA-hansgrohe    | Deutschland                  | + 33 min 45 s      |
| 7.                 | Team Jayco AlUla           | Australien                   | + 44 min 47 s      |
| 8.                 | Ineos Grenadiers           | Vereinigtes Königreich       | + 47 min 09 s      |
| 9.                 | EF Education-EasyPost      | Vereinigte Staaten           | + 49 min 09 s      |
| 10.                | Israel-Premier Tech        | Israel                       | + 58 min 35 s      |

## Ausgeschiedene Fahrer
- Brandon Rivera (Ineos Grenadiers): wegen Krankheit nicht gestartet.[4]